# Camlez
Camlez (en bretó Kamlez) és un municipi francès, situat a la regió de Bretanya, al departament de Costes del Nord. L'any 2004 tenia 729 habitants.

## Demografia
| 1962                                       | 1968 | 1975 | 1982 | 1990 | 1999 |
| ------------------------------------------ | ---- | ---- | ---- | ---- | ---- |
| 573                                        | 646  | 578  | 692  | 731  | 711  |
| Des de 1962: població sense dobles comptes |      |      |      |      |      |

## Administració
| Període   | Identitat              | Partit |
| --------- | ---------------------- | ------ |
| 1995-2008 | Rémi Le Goff           |        |
| 2008-     | Pierre-Yves Droumaguet |        |